# Thrypticus pallidicoxa
Thrypticus pallidicoxa är en tvåvingeart som beskrevs av Octave Parent 1928. Thrypticus pallidicoxa ingår i släktet Thrypticus och familjen styltflugor.
Artens utbredningsområde är Costa Rica. Inga underarter finns listade i Catalogue of Life.